# Listen to Nebukadnezar
Listen to Nebukadnezar je tretji album novomeške skupine Moveknowledgement, izdan leta 2007 pri študentski založbi Kapa Records. Poimenovan je po slovitem babilonskem kralju Nebukadnezarju II.

## Kritični odziv
Odziv na album je bil izjemno pozitiven. V recenziji za Rockline je Sandi Sadar Šoba napisal: »Listen to Nebukadnezar je producentsko domišljena in zrela igra vseh čutov, absolutistična, totalitarna koprena popolne psihedelične mešanice petih mladih nadarjenih glasbenikov pa je žlahtna tekstura plošče, ki jo bomo čez dolga desetletja upravičeno navajali kot popolni dosežek in presežek domače produkcije.«
V Mladini je Elvis za album rekel, da »koloritna mavrica glasbenih vplivov, razvoja in kreacije, ki jo zreli mladci v 47 minutah projicirajo na devetih kosih tokratnega albuma.« Albumu je dodelil 5 zvezdic.
Album je ocenil tudi Dušan Jesih za MMC RTV-SLO. V svoji recenziji je album ocenil z oceno 5 in napisal: »Vsemu eklekticizmu navkljub pa najplemenitejšim elementom funka, duba, jazz rocka ali hip hopa ne sledijo po raziskanih širjavah, pač pa jih preganjajo po razburkanih žanrskih valovih.«
Na Radiu Študent je bil album uvrščen na prvo mesto na seznamu Naj domača tolpa bumov 2007.

### Priznanja
| objava        | uvrstitev | seznam                      |
| ------------- | --------- | --------------------------- |
| Radio Študent | 1.        | Naj domača tolpa bumov 2007 |

## Seznam pesmi
| Št.             | Naslov                         | Dolžina |
| --------------- | ------------------------------ | ------- |
| 1.              | „Listen to Nebukadnezar‟       | 4:32    |
| 2.              | „Necrodog‟                     | 3:59    |
| 3.              | „Scilla and Karibda‟           | 5:53    |
| 4.              | „Chemicals‟                    | 3:39    |
| 5.              | „I Am Zorr‟                    | 7:11    |
| 6.              | „A Barcode‟                    | 6:10    |
| 7.              | „I Was There‟                  | 2:47    |
| 8.              | „666‟                          | 4:18    |
| 9.              | „Positive Energy Death Tunnel‟ | 6:28    |
| Skupna dolžina: | Skupna dolžina:                | 44:58   |

## Zasedba

### Moveknowledgement
- N'toko – vokal, moog sintesajzer
- Uroš Weinberger – Wein – kitara
- David Cvelbar – bobni
- Miha Šajina – klaviature, miksanje, mastering
- Dejan Slak – bas kitara

### Ostali
- Matej Gobec − inženiring